# Déportation en droit français
La déportation en droit français a été introduite au XVIIIe siècle, pour se substituer à la peine de mort pour les crimes contre la sûreté de l'État en cas de circonstances atténuantes. Peine « afflictive et infamante », souvent utilisée pour châtier les « délits politiques », la déportation pénale arrivait en effet après la peine de mort et les travaux forcés à perpétuité. Elle n'est pas appliquée jusqu'en 1848, date à laquelle l'abolition de la peine de mort pour les crimes politiques lui donne toute son importance. Les condamnés étaient généralement déportés dans des colonies pénales couramment appelées « bagnes », dans l'Empire colonial français. Elle a été définitivement supprimée du droit français sous Charles de Gaulle, par une ordonnance du 4 juin 1960.
La déportation se distingue de la « transportation » en tant que mode d'exécution de la peine des travaux forcés, prononcée pour les condamnés de droit commun. Elle se distingue aussi de la « relégation », qui est une peine supplémentaire pouvant être appliquée, à partir de la loi instaurant la relégation des récidivistes, en cas de récidive. Le droit français prévoyait que le lieu de déportation soit fixé par la loi.

## De l'Ancien régime à la Révolution

### Un projet d'Ancien régime
Une lettre patente de François Ier, de 1540, envisage la déportation comme peine alternative à la mort dans des colonies françaises. Le Canada est l'un des lieux de déportation envisagés. Un édit d'Henri II, de 1557, prévoit la transportation de certains criminels en Corse.
Louis XIV effectue deux déclarations, le 31 mai 1682 et le 27 août 1701, « portant bannissement des gens sans aveu (sans aveu) et vagabonds hors de Paris ».
Sous la Régence, la déportation est envisagée comme peine alternative, notamment aux galères, pour les « gens sans aveu et vagabonds », avec l'objectif explicite d'exploiter les colonies. Une déclaration royale du 12 mars 1719 indique ainsi :

« Mais le besoin que nous avons de faire passer les habitants dans nos colonies nous a fait regarder comme un grand bien pour notre état de permettre à nos juges au lieu de condamner les dits vagabonds aux galères, d’ordonner qu’ils seraient transportés dans nos colonies comme engagés pour y travailler aux ouvrages auxquels ils seraient destinés ainsi qu’il est porté par notre déclaration du 8 janvier dernier… »

La Louisiane fut alors une destination de déportation.

### Une concrétisation de la Révolution
Le Code pénal de 1791 prévoit la déportation dans des colonies pénales : « Les peines qui seront prononcées contre les accusés trouvés coupables par le juré, sont la peine de mort, les fers, la réclusion dans la maison de force, la gêne, la détention, la déportation, la dégradation civique, le carcan ». (art. 1, titre I).
Une loi sur la déportation en Guyane des prêtres réfractaires est votée le 26 août 1792. La loi sur les émigrés du 28 mars 1793 prévoit aussi la déportation (art. 78 et 79 du titre I, section XII).
Le 7 juin 1793, une loi sur la déportation pour incivisme est promulguée, laquelle étend aux tribunaux ordinaires la possibilité de prononcer cette peine. La Convention vote aussi des lois de déportation des mendiants récidivistes, lesquels doivent être déportés à Madagascar (loi de l'An II 24 vendémiaire (15 octobre 1793) et de l'An II 11 brumaire (1er novembre 1793)).
En 1795, Billaud-Varenne et Collot d’Herbois sont frappés par un décret de déportation. En 1797, deux lois relatives aux déportés de fructidor sont passées (65 noms dont Barbé-Marbois pour la première, tandis que la deuxième frappe, entre autres, 42 propriétaires de journaux). La loi du 17 janvier 1799 désigne l'île d'Oléron comme lieu provisoire de déportation.
À la suite de l’attentat de la rue Saint-Nicaise, le sénatus-consulte du 14 nivôse de l’an IX (4 janvier 1801), décide de la déportation de cent-trente personnes (le terme « déportation » n'est pas utilisé ; le sénatus-consulte parle de « surveillance spéciale, hors du territoire européen de la République »). Soixante-dix d'entre elles, dont le général Rossignol, sont dirigées sur les Seychelles, à Mahé,.
Enfin, la loi du 13 mai 1802, (23 floréal de l’An X), constatant qu'il est impossible de mettre en œuvre la peine de déportation, décide de la remplacer provisoirement par celle de la flétrissure. Cette mesure ne s'applique toutefois pas aux personnes condamnées avant son adoption qui sont maintenues, en nombre, dans divers dépôts du territoire métropolitain,.

## De l'Empire à la Seconde République

### Une disposition du Code pénal napoléonien
Inscrite à l'article 7 et 17 du Code pénal depuis 1810, la peine de déportation pénale n'a toutefois pas été appliquée jusqu'en 1848. Or, sous la Restauration et la Monarchie de Juillet, l'État ne disposait de nul lieu prévu, outre-mer, pour la déportation. Cette peine était donc souvent commuée, de facto ou de jure, en détention (au Mont Saint-Michel ou à Doullens).
Les auteurs ou provocateurs de coalitions de fonctionnaires publics, civils ou militaires, ayant pour objet d'entraver l'exécution des lois ou des ordres du gouvernement pouvaient être déportés, de même que les ministres des cultes qui se seraient rendus coupables, par la publication d'un écrit pastoral, d'une provocation suivie de sédition ou de révolte.

### Déportation, détention et bannissement
La condamnation à la déportation « emportait mort civile », bien que le gouvernement pût, de façon discrétionnaire, accorder au déporté l'exercice des droits civils ou de quelques-uns de ces droits. La loi du 28 avril 1832 introduit dans le Code pénal une disposition qui ne limite plus au lieu de la déportation l'exercice des droits civils que le code permettait au juge d'accorder au condamné. Le duc de Polignac fut ainsi condamné à la mort civile par la Chambre des pairs après les Trois Glorieuses de 1830, bien qu'il fût finalement partiellement gracié. La réforme du Code pénal de 1832 introduit aussi la peine de « détention », qui s'applique par exemple en cas de commutation de la peine de déportation. Outre la déportation et la détention, le bannissement était prévu, mais considéré comme une peine inférieure aux deux précédentes, n'étant qu'« infamante » (et pas « afflictive »).

### La réforme de 1832 et le régime transitoire
La peine de déportation n'a cependant pas été appliquée jusqu'en 1848. On lui substituait, de facto jusqu'à la réforme de 1832, puis de jure, la détention: les détenus politiques étaient enfermés au Mont Saint-Michel en 1817 et 1833, puis à Doullens en 1835. L'art. 17 du Code pénal, introduit en 1835, établit un régime transitoire, disposant :

« Tant qu’il n’aura pas été établi un lieu de déportation, le condamné subira à perpétuité la peine de détention, soit dans une prison du royaume, soit dans une prison située hors du territoire continental, dans l’une des possessions françaises, qui sera déterminée par la loi, selon que les juges l’auront expressément décidé par l’arrêt de condamnation. »

Auguste Blanqui est tour à tour enfermé au Mont Saint-Michel et à Doullens, avant d'être « transporté » en Algérie.
Malgré ce caractère fictif de la peine de déportation, dès la fin des années 1830, certains (dont en particulier l'amiral Du Petit-Thouars, mais aussi Guizot) envisagent l'annexion des îles Marquises à fin d'y établir une colonie pénitentiaire, apte à accueillir les déportés éventuels.

## De la Révolution de 1848 à la loi du 8 juin 1850
La Révolution de 1848 et la proclamation d'une nouvelle Constitution change la donne: en effet, l'article 5 de celle-ci dispose : « La peine de mort est abolie en matière politique. » Or, la déportation arrivant après celle-ci et les travaux forcés à perpétuité pour ce qui concerne les délits politiques, l'Assemblée nationale législative va débattre, d'avril à juin 1850, d'une loi sur la déportation. Arago, Lamoricière, Lamartine et Victor Hugo participeront à ces débats. Le ministre de la Justice Rouher, du ministère Hautpoul formé par le président Louis-Napoléon Bonaparte, présente ainsi un projet de loi le 12 novembre 1849, devant l'Assemblée législative, dont l'article 1er prévoit :

« Dans tous les cas où la peine de mort est abolie par l’article 5 de la Constitution, cette peine est remplacée par celle de la déportation dans une citadelle désignée par la loi, hors du territoire continental. »

### Principe de proportionnalité et création de deux degrés de déportation
Un rapport parlementaire confié à Henri Pierre Rodat, rendu public le 9 février 1850, remarque que l'application de la peine de déportation aux crimes et délits auparavant punis par la peine de mort conduit à mettre sur le même plan les délits qui encourraient auparavant uniquement la déportation, et ceux qui encouraient la peine de mort. Un problème de proportionnalité des peines se pose alors :

« Pour les crimes contre la chose publique, la déportation suit immédiatement, d’après le Code pénal, la peine de mort. L’abolition de celle-ci a donc eu pour résultat, en l’absence d’une loi nouvelle, de faire tomber les crimes qu’elle atteignait sous l’application de celle-là et de confondre, par suite, dans une répression commune, des faits dont la criminalité est loin d’être la même. »

Au même moment, les élus préparent la loi relative à la transportation des insurgés de Juin en Algérie, qui doivent être expatriés outre-mer. Celle-ci est votée le 24 janvier 1850, le décret d'application étant promulgué le 27 juin 1848,. Tout en dénonçant le choix des îles Marquises comme lieu de déportation prévu dans le projet de loi sur la déportation politique, Lamartine soutient le principe même de celle-ci.
Finalement, les articles 4 et 5 de la loi du 8 juin 1850, distinguant deux degrés de déportation (et de régime de liberté accordé), en fonction du crime commis, prévoiront :
- Article 4 : « La vallée de Vaitahau, aux îles Marquises, est déclarée lieu de déportation pour l’application de l’article premier de la présente loi », c'est-à-dire la déportation en enceinte fortifiée.
- Article 5 : « L’île de Nuka-Hiva, l’une des Marquises, est déclarée lieu de déportation pour l’exécution de l’article 17 du Code pénal ».

La déportation à Nuka-Hiva, ou « déportation simple », est appliquée, selon la loi, dans « les cas prévus par les articles 86, 96 et 97 du Code pénal » de 1810, qui concernent respectivement :
- l’attentat contre la vie ou la personne de l’Empereur, puis par extension, le roi et dans ce cas le président de la République ;
- le cas où cet attentat serait commis par une bande (art. 96) ;
- enfin l’article 97 réprime les attentats commis par les bandes armées contre la sûreté de l’État.

### Remplacement de la mort civile par la dégradation civique
En outre, la loi du 8 juin 1850 remplace la mort civile par la « dégradation civique ». L'article 3 dispose ainsi :

« En aucun cas la condamnation à la déportation n’emporte la mort civile : elle entraîne la dégradation civique.
De plus tant qu’une loi nouvelle n’aura pas statué sur les effets civils des peines perpétuelles, les déportés seront en interdiction légale, conformément aux articles 29 et 31 du Code pénal.
Néanmoins hors les cas de la déportation dans une enceinte fortifiée, les condamnés auront l’exercice des droits civils dans le lieu de déportation.
Il pourra leur être remis, avec l’autorisation du Gouvernement, tout ou partie de leurs biens.
Sauf l’effet de cette remise, les actes par eux faits dans le lieu de déportation ne pourront engager ni affecter les biens qu’ils possédaient au jour de leur condamnation, ni ceux qui leur seront échus par succession ou donation. »

Si les condamnés peuvent être assujettis à l'interdiction légale d'exercer leurs droits, cette disposition n'est pas une peine et ne se confond pas avec l'interdiction des droits civiques, civils et de famille.
Le député Pierre Leroux tente en outre de faire inscrire dans la loi l'obligation pour l'État de subvenir aux frais de voyage des familles indigentes qui accompagneraient le condamné. Si la loi du 24 janvier 1850 sur la déportation des insurgés de Juin avait prévu cela, le principe du droit des familles à rejoindre un parent condamné est cette fois-ci rejeté, par 361 voix contre 302.
Les déportés n'étant pas soumis à l'obligation de travailler, l'État est soumis à l'obligation de leur entretien. L'article 6 prévoit ainsi que :

« Le gouvernement déterminera les moyens de travail qui seront donnés aux condamnés s’ils le demandent » et « Il pourvoira à l’entretien des déportés qui ne subviendraient pas à cette dépense par leurs propres ressources. »

### Les condamnés de la Deuxième République
En avril 1849, la Haute Cour de justice de Bourges, qui juge les participants à la Manifestation du 15 mai 1848, condamne par contumace Louis Blanc et cinq autres détenus absents à la déportation, de même qu'Armand Barbès et Alexandre Martin (dit Albert), déclarés coupables d’un double attentat ayant eu pour but de renverser le gouvernement et d’exciter à la guerre civile. Blanqui, condamné par la Haute Cour à la détention à Flourens, sera déporté une dizaine d'années plus tard.
En octobre-novembre 1849, la Haute-Cour de justice de Versailles a jugé les inculpés arrêtés après le 13 juin 1849, dans l’affaire du Conservatoire, prononçant seize peines de déportation, trois peines de détention et diverses autres peines pour les contumaces.
Un décret daté des 23 et 30 juillet 1850 affecta la citadelle de Belle-Ile-en-Mer aux condamnés à la peine de détention et aux individus condamnés à la déportation pour crimes commis antérieurement à la promulgation de la loi du 8 juin 1850. Outre l'ouvrier Albert, les condamnés à la déportation à la suite du complot de l'Opéra comique, jugés par la cour d'assises de la Seine le 16 novembre 1853, ont été enfermés à Belle-Île (Eugène Copinot, Paul Demeren, Pierre Gabrat, Joseph Gérard, Joseph Lux).
Louis Langomazino, Alphonse Gent et Albert Ode, membres de l'association secrète « Nouvelle Montagne », sont arrêtés dans le cadre du faux complot de Lyon en octobre 1850, et jugés par le Conseil de guerre en août 1851, sont ainsi déportés à Nuka-Hiva. Quatre autres condamnations à la déportation (sur 35 condamnations) sont prononcées dans cette affaire. Finalement, seuls Langomazino, Gent, Ode et leurs familles ont donc été déportés à Nuka-Hiva. Le 14 juin 1854, pour des raisons financières et juridiques, l’Empereur commue la peine de déportation de Gent et de Ode en 20 ans de bannissement.
Les îles Marquises furent le premier lieu utilisé, pour ceux condamnés par la Seconde République.

## Sous le Second Empire

### Évolution juridique sous le Second Empire
Après le coup d'État du 2 décembre 1851 par le futur Napoléon III, d'autres ont été condamnés à la déportation par les conseils de guerre. Mais deux décrets spéciaux de commutation (14 février 1853 et 12 mars 1853) ont commué la peine en travaux forcés pour une période de plus de huit ans (peine qui interdit le retour sur le continent), et ces 65 condamnés ont donc été déportés à Cayenne. La justice prononça aussi des peines de déportation simple pour les « ardoisiers d'Angers », ayant organisé l'attentat des 26 et 27 août 1855, qui ont été commués, faute de lieu de déportation déterminé par la loi, en peines de travaux forcés à temps en Guyane. 91 personnes auront subi ce sort.
La loi du 10 juin 1853 prévoit que ceux qui auront commis un attentat visant à détruire ou changer le gouvernement seront punis de déportation en enceinte fortifiée (art. 87 du Code).
La loi du 30 mai 1854 ordonne la création des bagnes coloniaux, prévoyant dans son article 1 que « la peine des travaux forcés sera subie, à l’avenir, dans des établissements créés par décrets de l’empereur, sur le territoire d’une ou de plusieurs possessions françaises autres que l’Algérie. Néanmoins, en cas d’empêchement à la translation des condamnés, et jusqu’à ce que cet empêchement ait cessé, la peine sera subie provisoirement en France ».

### Déportation des opposants
Si des opposants au coup d'État du 2 décembre 1851 ou au Second Empire ont été déportés, ce n'est pas en vertu de la loi de 1850 (qui prévoyait les îles Marquises comme lieu de déportation), mais en vertu de textes réglementaires ou législatifs d’exception dérogatoires du Code Pénal (comme le décret du 8 décembre 1851 ou la loi de sûreté générale du 27 février 1858).
Cette « transportation », vers l'Algérie ou la Guyane, n'était donc pas une peine prononcée par l'autorité judiciaire, mais une mesure administrative prise par l'exécutif. Cette distinction juridique n'était pas toujours faite ni par le grand public, ni par les élus eux-mêmes.

## De la Troisième à la Cinquième République

### L'héritage de l'Empire et les modifications républicaines
Les communards (dont Louise Michel) constituent la majorité des déportés au titre de la loi du 8 juin 1850, Napoléon III s'étant plutôt appuyé sur des décrets et mesures d'exception.
La loi du 23 mars 1872 modifie les articles 4 et 5 de la loi de 1850 en remplaçant les îles Marquises par la Nouvelle-Calédonie comme lieu de déportation : la presqu’île Ducos remplace la vallée de Vaitahau, pour la déportation dans une enceinte fortifiée, et l’île des Pins et celle de Maré remplacent Nuka-Hiva pour la déportation simple.

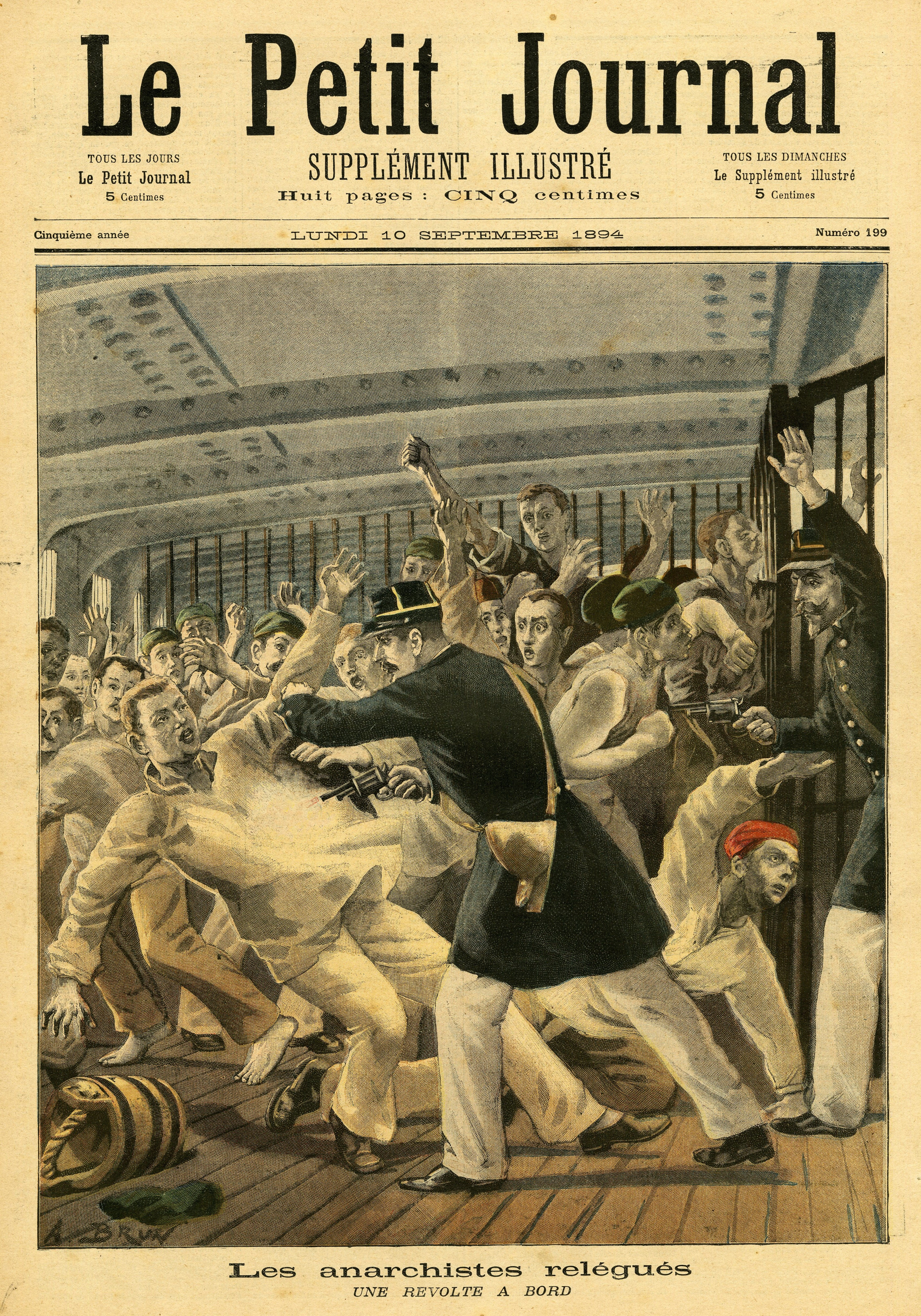
Révolte en 1894 d'anarchistes relégués, à bord du Ville de Saint-Nazaire les emmenant à Cayenne.

Il faut distinguer la déportation, peine pour des crimes politiques, d'une part de la « transportation », qui n'est pas une peine mais un mode d'exécution des travaux forcés, prononcé pour les condamnés de droit commun ; d'autre part de la « relégation », qui s'applique à partir de la loi du 27 mai 1885 aux « récidivistes »,.
La relégation est ainsi une peine supplémentaire infligée par les tribunaux en cas de récidive. Pour certains crimes, il suffit d'une seule récidive pour y être condamné; pour d'autres délits, tels que le vagabondage, il faut sept récidives avant de se la voir infligée. De 1887 à 1897, les relégués étaient envoyés en Guyane et Nouvelle-Calédonie, puis, à partir de 1897, uniquement en Guyane. En 1907, la peine de relégation a été abrogée pour les femmes et remplacée par l'interdiction de séjour en France pendant 20 ans,. La relégation a été définitivement supprimée du droit français par la loi du 17 juillet 1970, instituant pour les récidivistes la tutelle pénale.
La transportation, quant à elle, est abrogée par un décret-loi du 17 juin 1938.
La peine de déportation en Nouvelle-Calédonie fut appliquée aux « Kabyles du Pacifique », insurgés de Kabylie de Mohamed el Mokrani et d'autres Algériens ayant participé à divers mouvements insurrectionnels d’El Amri (1876), des Aurès (1879) du Sud Oranais (1880) de Tunisie (1880).
Elle fut également appliquée, en 1913, contre huit Indochinois (dont Le Ngoc Lien, dit Ca Lê, et Phan Trong Kien), condamnés à la suite d’attentats commis à Hanoï au cours desquels les commandants Montgrand et Chapuis ont trouvé la mort.
En 1895, la loi du 9 février 1895, votée spécialement pour le capitaine Alfred Dreyfus, ajoute les îles du Salut en Guyane, avec l'île du Diable comme lieu de déportation dans une enceinte fortifiée prévue par la loi du 8 juin 1850 et l'île Royale pour la déportation simple. L'enseigne de vaisseau Benjamin Ullmo est condamné à la déportation perpétuelle dans une enceinte fortifiée pour trahison en 1908.
D'autres seront condamnés à la déportation en Nouvelle-Calédonie en vertu de la loi de 1850 :
- pour intelligence avec une puissance étrangère (adjudant Lucien Châtelain, 1888[13] ; sergent Jean-Marie Noguès, 1889 ; représentant de commerce, lieutenant d'administration de réserve, Louis Berton, 1908) ;
- pour intelligence avec l'ennemi (Gustave Régnier, 1919 ; André Rostand, 1917) ;
- pour complot, comme les Tunisiens Belkacem ben el Hadj Messaoud Leboudi (1916) et Aoun ben Ali Douadi (1917) ou encore Mustapha Agha Mahmoud, Ahmed el Mahmoud (1920) et Artin Obanessian (1921), tous trois originaires du Levant ;
- pour complot ayant pour but d'exciter à la guerre civile le tirailleur sénégalais Cheikou Cissé (1920) ;
- pour excitation à la guerre civile et pillage Itsvan Sziber, un Hongrois disciple de Béla Kun (1920);
- enfin des réfractaires comme Louis Fulop (1920) ou Marcel Delhaie (1920)[1].

### Un abandon progressif
Enfin, une loi du 31 mars 1931 désaffecte la Nouvelle-Calédonie comme lieu de déportation. Il ne restait alors, en Nouvelle-Calédonie, qu’un seul déporté politique, le tirailleur sénégalais Cheikou Cissé, qui fut transféré en Guyane. La Guyane devient le seul lieu de déportation : l’île Royale est choisie pour la déportation simple, et l’île du Diable pour la déportation en enceinte fortifiée.
La déportation est définitivement supprimée du droit français pendant la présidence du général de Gaulle, par une ordonnance du 4 juin 1960.

### Sources
(février 2013).
- Barbançon, Louis-José. La loi de déportation politique du 8 juin 1850 : des débats parlementaires aux Marquises. 1/3, revue Criminocorpus, dossier no 2
- Loi sur la déportation du 8 juin 1850
- Chronologie relative à la déportation, transportation et relégation française, avec liens vers textes de lois, décrets, etc.

### Autres lectures
- Barbançon, Louis-José (2003), L'Archipel des forçats. Histoire du bagne de Nouvelle-Calédonie, 1863-1931, éd. Septentrion
- Georges Boulinier, Anne-Marie Slezec et Casimir Slezec, « Des Seychelles aux Comores : les déportés de Nivôse an IX dans l'océan Indien » (p. 195-204), in Claude Wanquet, Benoît Jullien (dir.), Révolution française et océan Indien. Prémisses, paroxysmes, héritages, Paris, L'Harmattan, Indian Ocean International Historical Association, université de la Réunion, 1996, 526 pages  (ISBN 2-7384-4110-6) (à propos des déportés républicains dans l'océan Indien, à la suite de l'attentat de la rue Saint-Nicaise).
- Wagner, Robert-Léon, « Un cas de désarroi lexical: déportation, transportation, en français moderne (18e et 19e siècles) », in Mélanges Gardette, Paris, Klincksieck, 1966, p. 495-501